# サッカーカザフスタン代表
サッカーカザフスタン代表（サッカーカザフスタンだいひょう、カザフ語: Қазақстан Ұлттық футбол құрамасыӨңдеу）は、カザフスタンサッカー連盟（KFF）によって構成される、カザフスタンのサッカーのナショナルチームである。本拠地は首都・アスタナにあるアスタナ・アリーナ。

## 概要
1992年のソビエト連邦の崩壊に伴い、カザフスタンサッカー連盟は1994年に他の中央アジア4か国と共にアジアサッカー連盟（AFC）に加入した。ところが、カザフスタン代表は選手やファンの反対（UEFA加盟を希望）を押し切って加入したAFCでもワールドカップに出場できなかった為、選手やファンの不満が募った。以後2001年にAFCを脱退し、2002年4月にUEFAに転籍した。
FIFAワールドカップ、UEFA欧州選手権及びAFCアジアカップといずれも本大会出場歴はない。

## 歴史

### AFC所属時代（1992年 – 2002年）
1991年12月16日、カザフスタンがソビエト連邦からの独立を宣言。それに伴いソビエト連邦代表（UEFA所属）からカザフスタン代表が分離しAFCに加盟した。
カザフスタンの初の国際試合は1992年6月1日に開催されたトルクメニスタン戦で、1-0で勝利した。 他にも同じく中央アジアのウズベキスタン、キルギス、タジキスタンやリビアとの対戦機会もあった。
FIFAワールドカップへの初挑戦は1998年大会の予選であった。そのアジア1次予選では、前回大会予選で最終予選まで進んだイラク、パキスタンと同組になった。ホーム・アンド・アウェー方式の4試合を全勝し、初挑戦で最終予選に進出。最終予選では、韓国、日本、UAE、ウズベキスタンが入る組に振り分けられた。計8試合に臨んだが勝利はホームでのUAE戦（3-0）のみに留まり、本大会出場には至らなかった。1997年10月4日に行われたホームでの日本戦では後半ロスタイムに同点に追いつく健闘を見せた。
2002 FIFAワールドカップ・アジア予選では、1次予選でイラクに競り負け、最終予選に進めなかった。

### UEFA所属時代（2002年 – ）
2002年、カザフスタンサッカー連盟はUEFA（欧州サッカー連盟）に移籍した。正式な移籍は6月30日に行われたため、1月25日に抽選会が開かれた欧州選手権2004年大会の予選には参加できず、前述の通り2002年のワールドカップ予選はアジア予選に参加した。転籍以来、欧州では弱小国という立場に置かれている。
初参加となった2006 FIFAワールドカップ・ヨーロッパ予選では、アンドラ、ルクセンブルク、トルコ、デンマーク、欧州選手権2004年大会優勝のギリシャ、ウクライナ、ジョージア、アルバニアと同組になった。
UEFAでの初公式戦は欧州予選、2004年9月8日のウクライナ戦で、1-2での敗戦であった。その後も全く勝てず、翌年10月8日にジョージアに引き分けるまで10連敗を喫した。最終戦のデンマーク戦も1-2で敗れ、最終的に0勝1分11敗、勝ち点僅か1という惨敗であった。
UEFA EURO 2008予選ではベルギー、アゼルバイジャンにそれぞれ引き分ける好スタートを切り、3連敗の後セルビアに2-1のスコアで勝利。これがカザフスタン代表のUEFAにおける公式戦初勝利となった。同予選ではフィンランドにも勝ち、最終的に2勝4分8敗・勝ち点10、8カ国中6位でのフィニッシュとなった。
2010 FIFAワールドカップ・ヨーロッパ予選ではグループ6（クロアチア・イングランド・ベラルーシ・アンドラ）に入った。この予選でも初戦となった2008年8月20日の対アンドラ戦を3-0で勝利する好スタートを切ったが、その後はアンドラから挙げた2勝以外は全敗という結果でグループ5位に終わった（首位が本大会出場、2位は条件次第）。
UEFA EURO 2024予選では、8試合で5勝を挙げ、残り2試合の時点で本大会出場の可能性を残していた。予選最終戦のスロベニア戦に敗れ惜しくも本大会出場を逃した。

## 成績

### FIFAワールドカップ
| 開催年 | 結果               | 試合               | 勝利               | 引分               | 敗戦               | 得点               | 失点               |
| ------ | ------------------ | ------------------ | ------------------ | ------------------ | ------------------ | ------------------ | ------------------ |
| 1930   | ソビエト連邦統治下 | ソビエト連邦統治下 | ソビエト連邦統治下 | ソビエト連邦統治下 | ソビエト連邦統治下 | ソビエト連邦統治下 | ソビエト連邦統治下 |
| 1934   | ソビエト連邦統治下 | ソビエト連邦統治下 | ソビエト連邦統治下 | ソビエト連邦統治下 | ソビエト連邦統治下 | ソビエト連邦統治下 | ソビエト連邦統治下 |
| 1938   | ソビエト連邦統治下 | ソビエト連邦統治下 | ソビエト連邦統治下 | ソビエト連邦統治下 | ソビエト連邦統治下 | ソビエト連邦統治下 | ソビエト連邦統治下 |
| 1950   | ソビエト連邦統治下 | ソビエト連邦統治下 | ソビエト連邦統治下 | ソビエト連邦統治下 | ソビエト連邦統治下 | ソビエト連邦統治下 | ソビエト連邦統治下 |
| 1954   | ソビエト連邦統治下 | ソビエト連邦統治下 | ソビエト連邦統治下 | ソビエト連邦統治下 | ソビエト連邦統治下 | ソビエト連邦統治下 | ソビエト連邦統治下 |
| 1958   | ソビエト連邦統治下 | ソビエト連邦統治下 | ソビエト連邦統治下 | ソビエト連邦統治下 | ソビエト連邦統治下 | ソビエト連邦統治下 | ソビエト連邦統治下 |
| 1962   | ソビエト連邦統治下 | ソビエト連邦統治下 | ソビエト連邦統治下 | ソビエト連邦統治下 | ソビエト連邦統治下 | ソビエト連邦統治下 | ソビエト連邦統治下 |
| 1966   | ソビエト連邦統治下 | ソビエト連邦統治下 | ソビエト連邦統治下 | ソビエト連邦統治下 | ソビエト連邦統治下 | ソビエト連邦統治下 | ソビエト連邦統治下 |
| 1970   | ソビエト連邦統治下 | ソビエト連邦統治下 | ソビエト連邦統治下 | ソビエト連邦統治下 | ソビエト連邦統治下 | ソビエト連邦統治下 | ソビエト連邦統治下 |
| 1974   | ソビエト連邦統治下 | ソビエト連邦統治下 | ソビエト連邦統治下 | ソビエト連邦統治下 | ソビエト連邦統治下 | ソビエト連邦統治下 | ソビエト連邦統治下 |
| 1978   | ソビエト連邦統治下 | ソビエト連邦統治下 | ソビエト連邦統治下 | ソビエト連邦統治下 | ソビエト連邦統治下 | ソビエト連邦統治下 | ソビエト連邦統治下 |
| 1982   | ソビエト連邦統治下 | ソビエト連邦統治下 | ソビエト連邦統治下 | ソビエト連邦統治下 | ソビエト連邦統治下 | ソビエト連邦統治下 | ソビエト連邦統治下 |
| 1986   | ソビエト連邦統治下 | ソビエト連邦統治下 | ソビエト連邦統治下 | ソビエト連邦統治下 | ソビエト連邦統治下 | ソビエト連邦統治下 | ソビエト連邦統治下 |
| 1990   | ソビエト連邦統治下 | ソビエト連邦統治下 | ソビエト連邦統治下 | ソビエト連邦統治下 | ソビエト連邦統治下 | ソビエト連邦統治下 | ソビエト連邦統治下 |
| 1994   | 不参加             | 不参加             | 不参加             | 不参加             | 不参加             | 不参加             | 不参加             |
| 1998   | 予選敗退           | 予選敗退           | 予選敗退           | 予選敗退           | 予選敗退           | 予選敗退           | 予選敗退           |
| 2002   | 予選敗退           | 予選敗退           | 予選敗退           | 予選敗退           | 予選敗退           | 予選敗退           | 予選敗退           |
| 2006   | 予選敗退           | 予選敗退           | 予選敗退           | 予選敗退           | 予選敗退           | 予選敗退           | 予選敗退           |
| 2010   | 予選敗退           | 予選敗退           | 予選敗退           | 予選敗退           | 予選敗退           | 予選敗退           | 予選敗退           |
| 2014   | 予選敗退           | 予選敗退           | 予選敗退           | 予選敗退           | 予選敗退           | 予選敗退           | 予選敗退           |
| 2018   | 予選敗退           | 予選敗退           | 予選敗退           | 予選敗退           | 予選敗退           | 予選敗退           | 予選敗退           |
| 2022   | 予選敗退           | 予選敗退           | 予選敗退           | 予選敗退           | 予選敗退           | 予選敗退           | 予選敗退           |
| 合計   |                    |                    |                    |                    |                    |                    |                    |

### UEFA欧州選手権
- 2004 - 不参加
- 2008 - 予選敗退
- 2012 - 予選敗退
- 2016 - 予選敗退
- 2020 - 予選敗退
- 2024 - 予選敗退

### AFCアジアカップ
- 1996 - 予選敗退
- 2000 - 予選敗退

## 歴代監督
- バフティヤール・バイセイトフ（英語版） 1992
- バウルジャン・バイムハメードフ（英語版） 1994
- セリク・ベルダリン 1995-1997
- セルゲイ・ゴロホワダツキー 1998
- ヴァイト・タルガエフ（英語版） 2000
- ウラジミール・フォミチェフ (代行) 2000
- ヴァヒド・マスドフ（英語版） 2001-2002
- レオニド・パホモフ（英語版） 2003-2004
- セルゲイ・ティモフェエフ（英語版） 2004-2005
- アルノ・ピペルス（英語版） 2006-2008
- ベルント・ストーク（英語版） 2008-2010
- ミロスラフ・ベラーネク（英語版） 2011-2013
- ユーリー・クラスノジャン 2014-2015
- タルガト・バイスフィノフ（英語版） 2016-2017
- アレクサンドル・ボロデュク 2017-2018
- スタニミール・ストイロフ（英語版） 2018
- ミハル・ビーレク（英語版） 2019-2020
- タルガト・バイスフィノフ（英語版） 2020-2022
- アンドレイ・カルポヴィチ（英語版） 2022
- マゴメド・アディエフ（英語版） 2022-

## 歴代記録

### 出場数ランキング

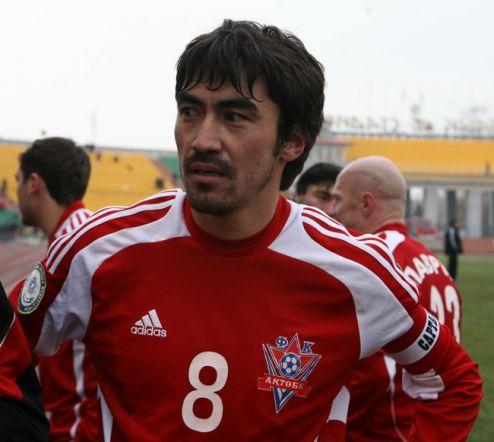
最多出場選手であるサマト・スマコフ

2023年9月11日時点
| 位 | 選手                         | 試合数 | 得点数 | 期間      |
| -- | ---------------------------- | ------ | ------ | --------- |
| 1  | サマト・スマコフ             | 76     | 2      | 2000-2017 |
| 2  | ルスラン・バルティエフ       | 73     | 13     | 1997-2009 |
| 3  | セルヒー・マリー             | 65     | 1      | 2014-     |
| 4  | イスラムベク・クアト         | 58     | 6      | 2015-     |
| 4  | ユーリー・ログヴィネンコ     | 58     | 5      | 2008-2022 |
| 4  | ヌルボル・ジュマスカリエフ   | 58     | 7      | 2001-2014 |
| 7  | アンドレイ・カルポヴィチ     | 55     | 3      | 2001-2014 |
| 8  | セルゲイ・ヒジニチェンコ     | 52     | 8      | 2009-2020 |
| 9  | バウイルジャン・イスラムハン | 50     | 3      | 2012-     |
| 10 | ドミートリー・ショムコ       | 48     | 2      | 2011-     |
| 10 | アスハト・タギベルゲン       | 48     | 2      | 2014-     |

### 得点数ランキング

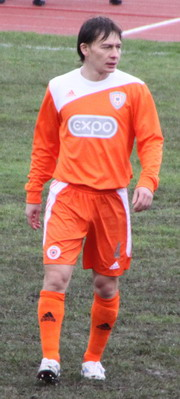
最多得点者であるルスラン・バルティエフ

2023年9月11日時点
| 位 | 選手                             | 得点数 | 試合数 | 期間      |
| -- | -------------------------------- | ------ | ------ | --------- |
| 1  | ルスラン・バルティエフ           | 13     | 73     | 1997-2009 |
| 2  | ヴィクトル・ズバレフ             | 12     | 18     | 1997-2002 |
| 2  | バフティヤール・ザイヌトディノフ | 12     | 32     | 2018-     |
| 4  | アバト・アイムベトフ             | 8      | 31     | 2019-     |
| 4  | ドミートリー・ビャコフ           | 8      | 33     | 2000-2008 |
| 4  | セルゲイ・ヒジニチェンコ         | 8      | 52     | 2009-2020 |
| 7  | ヌルボル・ジュマスカリエフ       | 7      | 58     | 2001-2014 |
| 8  | イーゴル・アフデエフ             | 6      | 27     | 1996-2005 |
| 8  | オレグ・リトヴィネンコ           | 6      | 28     | 1996-2006 |
| 8  | セルゲイ・オスタペンコ           | 6      | 42     | 2007-2014 |
| 8  | イスラムベク・クアト             | 6      | 58     | 2015-     |